# Vomberg Frigyes
Vomberg Frigyes (Szentendre, 1965. május 26.–) magyar mesterszakács, a magyar Bocuse d'Or Akadémia keretében a hazai csapat felkészítésének irányítója, food stylist.

## Élete
1979 és 1982 között az Ecseri úti Vendéglátóipari Szakmunkásképző Iskolába járt, ahol szakács képesítést szerzett.  1979 és 1988 között szakácstanuló volt a Hotel Duna Intercontinentalban, majd szakács, konyhafőnök-helyettes. Ezt követően 1990  és 1992 között szakács és konyhafőnök volt az ausztriai Puchberg Hotel Haus Strengbergben.
Ezután a Várkert Casino konyhafőnökeként dolgozott egészen 2003-ig. 1994 és 2007 között a Konyhaművészet című lap állandó munkatársaként  működött. Ezzel párhuzamosan borkollégiumi tag, a Borkalauz kóstolója (1995-2004), valamint 1999 és 2003 között a Borbarát című lap állandó munkatársa.
2000-ben mesterszakácsi címet szerzett. 2001 és 2005 között a BGF KVIFK-en gyakorlati oktató, óraadó tanár, majd 2006-ban ugyanebben az intézményben sikeres államvizsgát tett vendéglátó szakoktató szakon. 
2003-tól food stilystként dolgozik.  2008 és 2010 között a Kodolányi János Főiskolán gyakorlati oktató, óraadó tanár volt, 2011 és 2013 között pedig a Gundel Károly Vendéglátó és Turisztikai Technikumban is tanított.

## Társadalmi szerepvállalása
- a Magyarországi Konyhafőnökök Egyesületének alapító tagja, 2006-ig elnökségi tagja
- a Magyar Nemzeti Gasztronómiai Szövetség felügyelőbizottságának tagja 2003-tól 2006-ig

## Díjai, elismerései
- a magyar Bocuse d’Or csapat tagja, coach
  - Lyon 13. hely (2015)
  - Budapest 1. hely (2016)
  - Lyon 4. hely (2017)
  - Torino 8. hely (2018)
- Pro Urbe Budapest díj csapatban elért eredményekért (2017)
- Gundel Károly-díj (2016)
- az Auguste Escoffier Tanítványai Lovagrend tagja (2017)